# Davor (nome)
Davor (in cirillico: Давор) è un nome proprio di persona slavo maschile, più specificatamente croato, serbo e sloveno.

## Varianti
- Maschili: Davorin (croato e sloveno)[1], Dave[3]
- Femminili
  - Croato: Davorka[1]
  - Serbo: Даворка (Davorka)[1]

## Origine e diffusione
Si crede che il nome possa derivare da quello di un'antica divinità slava omonima oppure dal nome con cui in slavo si indicava il dio della guerra Marte. In ogni caso, si tratta di un termine originato da un'esclamazione provocata da vari sentimenti, quali gioia, dolore, minaccia, e via dicendo.
Si tratta di un nome molto popolare nelle nazioni dell'ex-Jugoslavia, soprattutto in Croazia, dove rientra nei cento nomi maschili più diffusi.

## Onomastico
Nessun santo ha mai portato questo nome, che quindi è adespota; l'onomastico cade di conseguenza il 1º novembre, in occasione di Ognissanti (anche se alcune fonti indicano date quali il 12 aprile o il 6 settembre).

Davor Jozić

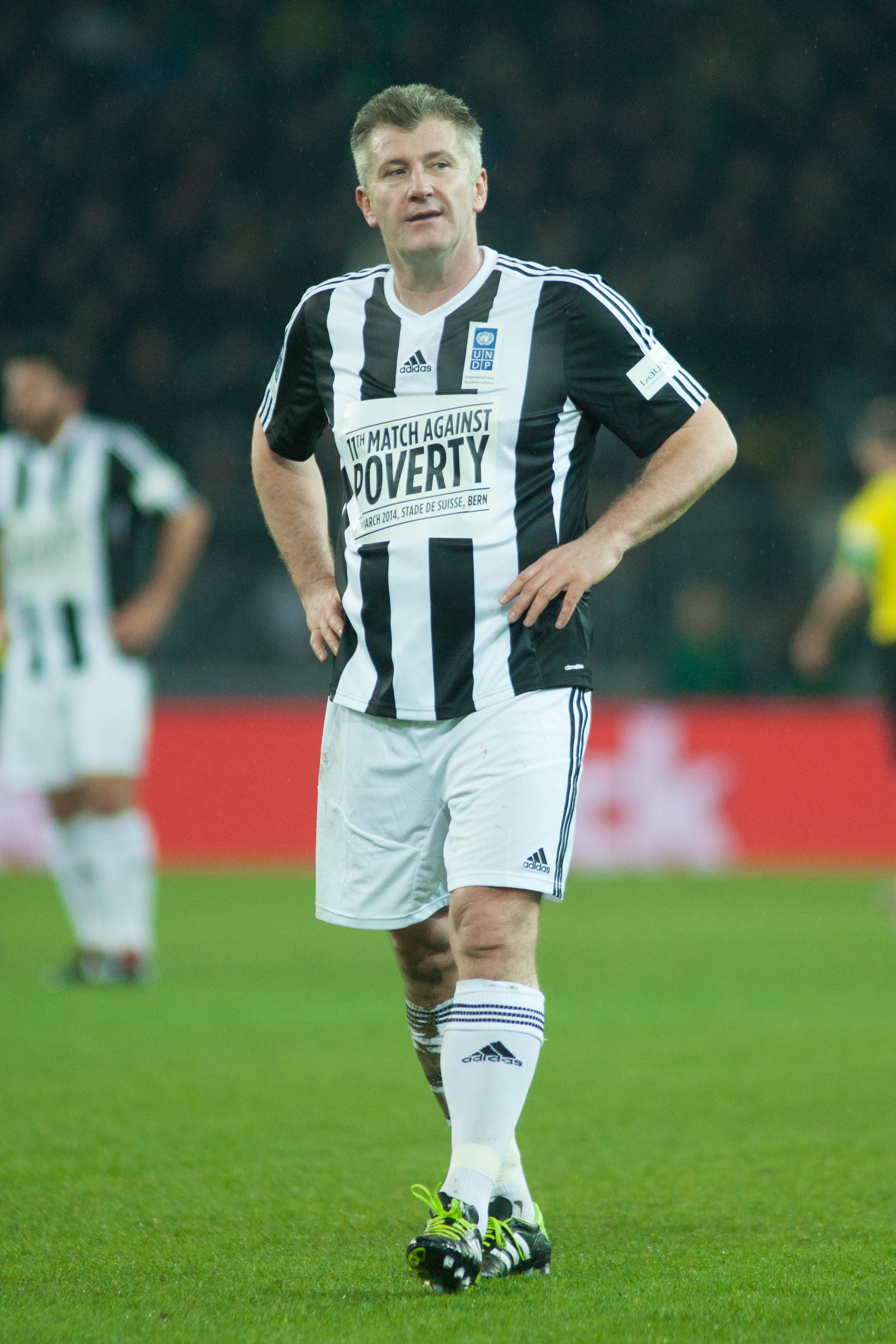
Davor Šuker

## Persone
- Davor Čop, calciatore e allenatore di calcio croato
- Davor Jozić, calciatore e allenatore di calcio bosniaco
- Davor Kus, cestista croato
- Davor Landeka, calciatore croato
- Davor Marcelić, cestista croato
- Davor Pejčinović, cestista croato
- Davor Perkat, calciatore sloveno
- Davor Rimac, cestista croato
- Davor Štefanek, lottatore serbo
- Davor Šuker, calciatore croato
- Davor Vugrinec, calciatore croato

### Variante maschile Davorin
- Davorin Dalipagić, cestista serbo naturalizzato sloveno